# Радомир Метал Индъстрийз
Радомир Метал Индъстрийз АД е машиностроително предприятие в землището на село Червена могила, община Радомир, област Перник.

## История
Компанията е правонаследник на Завод за тежко машиностроене – Радомир, за издигането му през 80-те години са отделени 1.4 млрд. лева, а в него е предвидено да работят около 20 хил. души. Официалното откриване на завода става през месец юли 1986 година. На 30.06.1999 г. в резултат на подписан договор заводът е приватизиран и акционерния капитал става частна собственост. Собственици са „Радомир метали“ с 80,79% и американската „Пи енд Ди Юръп“ с 19,21%. Към 2009 г. в завода работят над 1100 души, но поради влошените финансови резултати 700 души са съкратени.

## Екология
Производственият процес в завода води до известно замърсяване на околната среда. Основната част от емисиите във въздуха се формират от пресово-термичен цех /ПТЦ/, електростоманодобив (ЕСДЦ) и стоманолеярен цех /СЛЦ/. Замърсяването на водата се формира от производствени отпадъчни води, охлаждаща вода и дъждовно-отпадъчна вода.